# Gentianella crassulifolia x hypericoides
Gentianella crassulifolia x hypericoides là một loài thực vật có hoa trong họ Long đởm. Loài này được mô tả khoa học đầu tiên.